# Auf Leben und Tod (1949)
Auf Leben und Tod ist ein US-amerikanischer Abenteuerfilm aus dem Jahr 1949, den Hauptdarsteller Douglas Fairbanks jr. auch produzierte. Das Drehbuch, an dem Fairbanks ebenfalls mitwirkte, basiert auf dem 1910 veröffentlichten Roman The O’Flynn von Justin Huntly McCarthy.

## Handlung
1797 droht eine Invasion der britischen Inseln und Irlands durch den französischen Herrscher Napoleon Bonaparte. Der Poet und Abenteurer O’Flynn ist auf dem Heimweg zu seinem Schloss, als er Zeuge eines Überfalls des Gesetzlosen Hendriggs auf eine Kutsche wird. O’Flynn kann den Überfall vereiteln und lädt die Passagierin, Lady Benedetta, auf sein Schloss ein. Zuerst lehnt Benedetta ab, besinnt sich später und lässt den Kutscher O’Flynn folgen. Der stößt in seinem Schloss auf den Gerichtsvollzieher Dooley, der noch ausstehende Schulden eintreiben will. Um einer möglichen Verhaftung zu entgehen, will er Dooley zu einem im Schloss versteckten Schatz führen. 
Benedetta erreicht das Schloss. O’Flynn weiß nicht, dass sie die Tochter des irischen Vizekönigs ist. Napoleonische Agenten, die sich als verirrte Reisende ausgeben, kommen am Schloss an. Ihr Auftrag ist es, Napoleons Invasionspläne, die Benedetta bei sich hat und ihrem Vater übergeben soll, zu stehlen. Der Diebstahl wird von Dooley verhindert, der mit O’Flynn und Benedetta fliehen kann. Ihre Flucht endet in Dublin, wo Benedetta ihrem Vater die Pläne übergeben kann. O’Flynn wird zum Dank zum Captain der irischen Armee gemacht. Später erkennt O’Flynn, dass Benedettas Verlobter, Lord Sedgemouth, ein Anhänger Napoleons ist. Er betrinkt sich mit ihm und es kommt zu einem Schwertduell, das O’Flynn gewinnt. Er verspricht, dass er Schloss Knockmore zu Benedettas Ehren einnehmen wird. Sedgemouth, eifersüchtig und auf Rache aus, erzählt Benedetta, dass O’Flynn eine Affäre mit der Kurtisane Fancy Free habe.
Die Schlacht um Knockmore beginnt. O’Flynn gibt sich als Deserteur aus und wird zum feindlichen Kommandeur, General Van Dronk, gebracht. Er schafft es, den General betrunken zu machen. Um die drohende Invasion aufzuhalten, zieht er die Generalsuniform an und gibt sich als Van Dronk aus. Er wird jedoch von Lieutenant Corpe entlarvt, der ihn zu einem Erschießungskommando führt. Die miserablen Schützen verfehlen ihn und er kann entkommen. Mit der Hilfe von Fancy Free will er die Angriffspläne an sich bringen. Beide werden aber von Sedgemouth erwischt. Benedetta erfährt, dass Fancy Free in Wahrheit die Mätresse Sedgemouths ist. O’Flynn klagt Sedgemouth des Verrats an und will ihn verhaften. Zuerst signalisiert er den französischen Schiffen, dass der Angriff auf Knockmore abgebrochen wird. Dann wendet er sich Sedgemouth zu und kämpft mit ihm. O’Flynn siegt, die Truppen des Vizekönigs erreichen Knockmore. O’Flynn und Benedetta küssen sich.

## Produktion

### Hintergrund
Gedreht wurde der Film vom 15. Mai bis zum 9. Juli 1948 in den Universal-Studios in Universal City.

### Stab
Bernard Herzbrun und Hilyard M. Brown oblag die künstlerische Leitung. Russell A. Gausman und Ted Offenbecker waren für das Szenenbild zuständig, Bud Westmore und Louis Hippe für das Maskenbild. Verantwortliche Toningenieure waren Leslie I. Carey und Corson Jowett. John S. Waters war der Regisseur der Second Unit.
Für Kameramann Arthur Edeson war es die letzte Filmarbeit.

### Besetzung
In einer kleinen, nicht im Abspann erwähnten Nebenrolle trat Ben Wright auf.

## Veröffentlichung
Die Premiere des Films fand am 25. Februar 1949 in New York statt. In der Bundesrepublik Deutschland kam er am 16. November 1949 in die Kinos, in Österreich am 25. November 1949 (unter dem Titel Duell um Benedetta).

## Kritiken
Das Lexikon des internationalen Films schrieb: „Historischer Abenteuerfilm mit Liebe, Humor und Kampfgetümmel.“
Der Kritiker der The New York Times notierte, Fairbanks mache den Film zu einem lebendigen, angenehmen und fröhlichen Abenteuer.
Der Kritiker des TV Guide sah erfreulichen Nonsens mit viel Tollkühnheit von Fairbanks in einer Rolle, die sein Vater oft spielte.